# Балабина, Фея Ивановна
Фе́я Ива́новна Бала́бина (настоящее имя — Феона; 11 [24] июня 1910, Ростов-на-Дону, область Войска Донского — 3 мая 1982, Ереван) — русская советская балерина, солистка Кировского театра, балетмейстер и балетный педагог; заслуженная артистка РСФСР (1939), заслуженный деятель искусств РСФСР (1957), лауреат Сталинской премии II степени (1947).

## Биография
Родилась 29 мая (11 июня) 1910 года в Ростове-на-Дону в рабочей семье. Проживала по улице Шаумяна в доме 58. С детства увлеклась балетом и там же, в Ростове-на-Дону, получила хореографическое образование, в 1925 солистка оперно-балетного коллектива.
Уехала в Ленинград, где в 1926—1929 годах училась на курсах при ЛХУ (Ленинградское хореографическое училище), педагоги Мария Романова (Уланова), Екатерина Гейденрейх. В 1931 окончила ЛХУ (класс Агриппины Вагановой), по окончании тут же была зачислена в штат ЛАТОБ имени С. М. Кирова, где работала до конца карьеры (c маленьким перерывом), дебютировав в партии Тао Хоа в балете «Красный мак» Рейнгольда Глиэра.
В 1935—1936 годах выступала в ЛМАТОБ в партиях Классической танцовщицы («Светлый ручей»), Сванильды и Фадетты. Затем она вернулась в театр имени Кирова, где выступала в главных партиях и проработала четверть века (с 1931 по 1956 год), оставив сцену в возрасте 46 лет.
«По складу дарования Балабиной свойственны живость, непосредственность, оптимистичность, та жонглерская четкость и бравурность виртуозности, в которой ощущаешь природное изъявление чувства радости бытия», — говорил композитор и музыковед Валериан Богданов-Березовский.
«Балабина — перенесённая в современность П. Леньяни, обогащенная достижениями, сделанными нашим балетом в области хореографической выразительности». (Николай (Нил) Носилов). «Кто хоть раз видел Балабину в одной из её многочисленных ролей, тот, несомненно, сохранил в своей памяти каскад сверкающих, филигранно отточенных, виртуозных танцев. Но это не холодный блеск сверкающего бриллианта — это брызжущие через край жизнеутверждающие человеческие чувства». (Михаил Михайлов).

«Исполняла комедийные и драматические роли, однако определяющей краской её творческой палитры была заразительная жизнерадостность. Героини Балабиной, весёлые, задорные, непосредственные, раскрывались в танце terre-a-ter-ном, блестящем и технически безукоризненном». — Г. Н. Добровольская

(фр. Terre-à-terre (буквально — заурядный, будничный) — танец, основанный на движениях, исполняемых на полу (par terre) в противоположность танцу, основанному на прыжках). — О. А. Ильина
Балабина танцевала Одетту-Одиллию в «Лебедином озере» П. И. Чайковского в Ленинграде в те же годы, когда в той же партии выступала на сцене ГАБТ в Москве выдающаяся балерина Г. С. Уланова, и исполнение разных балерин сравнивалось. Если образ в исполнении Улановой был эфемерный, воздушный, как бы «потусторонний», внеземной, возвышенно-поэтический, то Фея Балабина была крепко стоящей «народной и понятной простому советскому человеку» Одеттой и виртуозной Одиллией. Её непосредственность была ошеломляющей.
Одновременно с выступлениями в театре, с 1947 года преподавала в ЛХУ; в 1953—1964 годах — педагог-репетитор в балетной труппе ЛАТОБ имени С. М. Кирова.
Исполняемые балетные партии: Китри («Дон Кихот»), Жанна («Пламя Парижа»), Маша («Щелкунчик»), Эсмеральда (Пуни), Паскуала — первая исполнительница («Лауренсия»), Царь-Девица («Конёк-Горбунок»), Никия и Гамзатти («Баядерка»), Гюльнара («Корсар»), Нунэ («Гаянэ»), Параша и Коломбина («Медный всадник»), Белая кошечка, феи Бриллиантов, Канареек и Виолант («Спящая красавица»), Наташа («Татьяна»), Алиса («Раймонда», ред. 1938), Балерина («Петрушка»), Коломбина («Карнавал»), Девица-краса («Весенняя сказка»), Одетта-Одиллия («Лебединое озеро», а также Лебедь и Одиллия — в ред. А. Я. Вагановой), Аврора («Спящая красавица», 1943), Зарема, Лиза, Золушка («Золушка» — участвовала в постановке как ассистент балетмейстера).
В 1956 году покинула сцену в возрасте 45 лет.
В 1962 году — художественный руководитель Ленинградского Хореографического училища, которым руководила до 1973 года, даже выпустила мужской класс (среди учеников — балетмейстер-репетитор Кировского театра Геннадий Селюцкий, классический танцовщик и солист балета Анатолий Нисневич, классический танцовщик и балетмейстер Сергей Викулов, солист балета и балетмейстер Игорь Чернышёв).
Работала в Болгарии: в 1958—1959 и 1960—1961 годах была педагогом Софийской оперы; в 1975 году — репетитор и балетмейстер Софийского народного оперного театра. На софийской сцене Балабина поставила балет «В борьбе за освобождение» Александра Райчева (по её собственному сценарию), концертную программу, перенесла на сцену этого театра балет «Спящая красавица».
Автор статьи-воспоминания «Учить и учиться», в сб.: А. Я. Ваганова, Л., 1958.
В последние годы оставила педагогическую деятельность, жила одиноко. 3 мая 1982 года погибла в Ереване от взрыва бытового газа; похоронена в Ленинграде на Серафимовском кладбище (14 уч.) рядом с сыном.
Семья: Ф. И. Балабина была первой женой артиста балета и балетмейстера, народного артиста СССР Константина Сергеева (1910—1992), сын — артист балета Мариинского театра Николай Сергеев, погиб в 1973 году в 27 лет в автокатастрофе.

## Награды и премии
- Орден «Знак Почёта» (1939)[7]
- Заслуженная артистка РСФСР (1939)
- Заслуженный деятель искусств РСФСР (1957)
- Сталинская премия второй степени (1947) — за постановку балетного спектакля «Золушка» С. С. Прокофьева

## Сочинения
- Балабина Ф. Учить и учиться // А. Я. Ваганова. — Л.: Искусство, 1958.
- Балабина Ф. Творить, искать, совершенствоваться // Константин Сергеев. — М., 1978.